# Kolodnîțea, Strîi
Kolodnîțea (în ucraineană Колодниця) este un sat în comuna Koniuhiv din raionul Strîi, regiunea Liov, Ucraina.

## Demografie
Componența lingvistică a localității Kolodnîțea
     Ucraineană (99,73%)
     Alte limbi (0,27%)
Conform recensământului din 2001, majoritatea populației localității Kolodnîțea era vorbitoare de ucraineană (99,73%), existând în minoritate și vorbitori de alte limbi.